# Belle-Isle-en-Terre
Belle-Isle-en-Terre (en bretó Benac'h) és un municipi francès, situat a la regió de Bretanya, al departament de Costes del Nord. L'any 1999 tenia 1.099 habitants. El 26 de novembre de 2007 el consell municipal va aprovar la carta Ya d'ar brezhoneg. A l'inici del curs 2007 el 26,1% dels alumnes del municipi eren matriculats a la primària bilingüe. El 1998 es va obrir una escola Diwan al municipi

## Demografia
| 1962                                       | 1968  | 1975  | 1982  | 1990  | 1999  |
| ------------------------------------------ | ----- | ----- | ----- | ----- | ----- |
| 1.053                                      | 1.142 | 1.185 | 1.204 | 1.067 | 1.099 |
| Des de 1962: població sense dobles comptes |       |       |       |       |       |

## Administració
| Període | Identitat  | Partit |
| ------- | ---------- | ------ |
| 2001-   | Jean David | PS     |